# Morfontaine
Morfontaine è un comune francese di 1 151 abitanti situato nel dipartimento della Meurthe e Mosella nella regione del Grand Est.

## Società

### Evoluzione demografica
Abitanti censiti